# Madinat asch-Schaich Zayid
Madinat asch-Schaich Zayid (arabisch مدينة الشيخ زايد, DMG Madīnat aš-Šaiḫ Zāyid, englisch Sheikh Zayed City) ist eine ägyptische Stadt im Gouvernement al-Dschiza. Sie wurde 1995 gegründet und ist nach Zayid bin Sultan Al Nahyan benannt. Sie wurde als Planstadt in der Agglomeration von Kairo entwickelt.

## Geografie

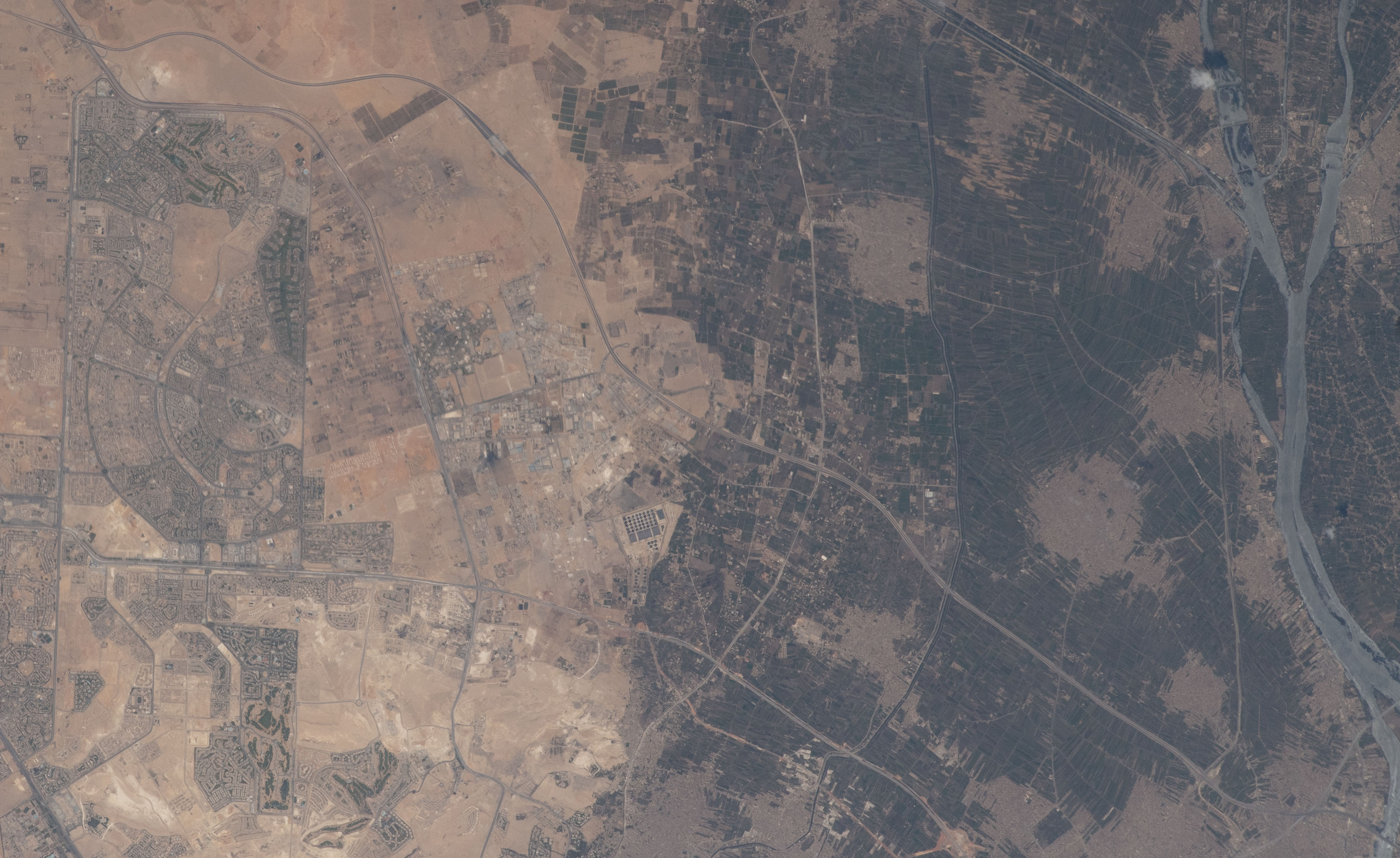
Die Planstadt westlich von Mansuriya (Nildelta)

Madinat asch-Schaich Zayid liegt etwa 20 km von Gizeh entfernt und ist Teil der Metropolregion Kairo. Sie grenzt im Norden an die Wüstenstraße Kairo-Alexandria, im Süden an den 26. Juli-Korridor und im Westen an Madinat as-Sadis min Uktubar.

## Bevölkerungsentwicklung
| Zensusjahr | Einwohnerzahl |
| ---------- | ------------- |
| 2006       | 29.422        |
| 2020       | 94.914        |

## Klima
Nach dem Köppen-Geiger-Klimaklassifikationssystem wird das Klima als heißes Wüstenklima (BWh) eingestuft.

## Bildung
In Madinat asch-Schaich Zayid gibt es zahlreiche private Universitäten und internationale Schulen.

### Liste der Universitäten
- The Canadian International University
- Faculty of engineering  Cairo University
- Faculty of commerce English Section
- Nile University
- National Training Academy